# 稲富村
稲富村（いなとみむら）は、かつて岐阜県揖斐郡にあった村である。
現在の揖斐郡大野町北東部。大野町稲富に該当する。

## 歴史
- 1874年（明治7年） - 木振村と更地村が合併し発足。
- 1889年（明治22年）7月1日 - 町村制により、改めて稲富村が発足。
- 1897年（明治30年）4月1日[2] - 大野郡が揖斐郡と本巣郡に分割。当村は揖斐郡の所属となる。
- 1898年（明治31年）3月7日 - 上秋村、古川村、寺内村、稲畑村と合併し、富秋村が発足。同日稲富村廃止。

## 神社・仏閣
- 来振神社 - 当時は白山山頂に鎮座。現在地へは1972年に移転。
- 来振寺